# Datawnas
Datawnas (in lingua ge'ez ደተወነሰ, DTWNS, Dätäwnäs; ... – III secolo) è stato un sovrano di Aksum.